# SM-1
RIM-66/RIM-67 SM-1 (сокр. англ. Standard Missile 1 или «Standard-1») — американские зенитные управляемые ракеты средней и большой дальности, разработанные для замены ЗУР RIM-24 Tartar и RIM-2 Terrier корабельных зенитных ракетных комплексов. От предшественников ЗУР «Стандарт-1» отличался применением твердотельной электроники, электрических приводов рулей ракеты и наличием аккумуляторной батареи в качестве источника питания. Часть семейства ЗУР «Стандарт»; являются базовыми для всего семейства.
Разработка ракет была начата в 1964 году. Производство ракет «Стандарт-1», началось в 1967 году и продолжалось в течение 20 лет, вплоть до 1985 года. Позднее, в 1990-х годах, производство было возобновлено, в связи с тем, что ракеты оставались на вооружении ряда союзников США по НАТО, в 2000-х годах компания «Рейтеон» продолжает осуществлять техническую поддержку эксплуатации этих ракет.
ЗУР средней дальности обозначают «Standard-1MR» (SM-1MR, от англ. Medium Range — «средней дальности»), в соответствии с системой обозначений американских ракет от 1963 года они имеют индекс RIM-66 (с литерой A, B или E в качестве суффикса), а ЗУР большой дальности — «Standard-1ER» (SM-1ER, от англ. Extended Range — «увеличенной дальности»), а индекс RIM-67A

## История
Формально, концепция ЗУР «Стандарт» была предложена SMSPO (англ. Surface Missile System Project Office) в октябре 1963 года для замены ракет среднего радиуса действия «Терьер» и ближнего радиуса действия «Тартар», разработанных ещё в 1950-х, единой современной ракетой. За счет использования одного комплекса вместо двух предполагалось существенно сократить стоимость обслуживания и упростить снабжение запчастями и логистическое обеспечение системы. Ракету предполагалось использовать на существующих системах управления огнём и пусковых установках, без необходимости коренной модернизации существующих кораблей.
Закупки начались в 1967 финансовом году и к окончанию изготовления ракет в 1985 финансовом году было произведено около 12 тыс. ракет модификаций SM-1MR и SM-1ER, как ВМС США, так и иностранным партнёрам (700 ракет в 1984 финансовом году и ещё 600 в 1985). Однако потребности иностранных партнёров, привели «Хьюз» к решению о возобновлении производства SM-1: 171 ЗУР в 1990 фин. году, 242 в 1991, 153 ракеты в 1992/1993 годах.
Решение об окончании производства SM-1 могло стать одной из причин отмены строительства второй пары французских эсминцев типа «Кассар» в конце 1980-х годов, которые должны были вооружаться этими ракетами.
Предложения о замене SM-1 на американских фрегатах адаптированной версией SM-2 поддержки в ВМС США не нашли, и пусковые установки были демонтированы с фрегатов в 1990-х.

## Задействованные структуры
В разработке и производстве ракетных комплексов SM-1 и сопутствующего оборудования были задействованы следующие структуры:

| Standard Missile Type I MR (средней дальности) Подрядчики первой очереди (государственный сектор) - Набор металлических деталей для боевой части и двигателя, разработка транспортного контейнера, погрузочно-разгрузочного оборудования — Луисвиллский оружейный завод Главного управления вооружения ВМС США, Луисвилл, Кентукки; - Разработка взрывателя и предохранительного механизма / переводчика взрывателя на боевой взвод — Оружейная лаборатория Главного управления вооружения ВМС США в Короне, Риверсайд, Калифорния; - Разработка бортовой телеметрической аппаратуры — Исследовательский центр авионики ВМС США в Индианаполисе, Индиана. Подрядчики первой очереди (частный сектор) - Разработка и испытания Система наведения ракет, система управления ракетным вооружением, корпус ракеты, изготовление боевых частей, контрольно-проверочное оборудование — General Dynamics Corp., Pomona Division, Помона, Калифорния; - Технический консалтинг, проектирование и разработка корпуса ракеты и боевой части — Лаборатория прикладной физики Университета Джонса Хопкинса, Силвер-Спринг, Мэриленд; - Системный инжиниринг, разработка технической документации — Vitro Laboratory, Силвер-Спринг, Мэриленд; - Твердотопливный ракетный двигатель промежуточной ступени с двумя ступенями тяги, ракетное топливо — Aerojet General Corp., Сакраменто, Калифорния; - Радиолокационная станция наведения AN/SPG-51B — Raytheon Corp., Уэйленд, Массачусетс; - Бортовой аналоговый вычислитель ракеты Mk 118 — Sperry Rand, Ford Instrument Division, Лонг-Айленд-Сити, Нью-Йорк; - Приборы управления огнём — Western Electric Co., Уинстон-Сейлем, Северная Каролина; - Прибор управления артиллерийским и ракетным вооружением Mk 73 — General Electric Co., Pittsfield Plant, Питсфилд, Массачусетс; - Пусковая установка Mk 11 — Puget Sound Naval Shipyard, Бремертон, Вашингтон; - Вращающийся модуль Mk 13, силовые приводы пусковой установки — Northern Ordnance, Inc., Миннеаполис, Миннесота; - Набор металлических деталей для боевой части — G. W. Galloway, Co., Монровия, Калифорния; - Бортовая телеметрическая аппаратура — Radiaphone Co., Inc., Монровия, Калифорния; Aircraft Armaments Inc., Кокисвилл, Мэриленд. | Standard Missile Type I ER (повышенной дальности) Подрядчики первой очереди (государственный сектор) - Набор металлических деталей для боевой части и двигателя, разработка транспортного контейнера, погрузочно-разгрузочного оборудования — Луисвиллский оружейный завод Главного управления вооружения ВМС США, Луисвилл, Кентукки; - Ракетное топливо, снаряжение ракетных двигателей разгонной и маршевой ступеней — Индианхедский завод боеприпасов ВМС США, Индиан-Хед, Мэриленд. Субподрядчики (государственный сектор) - Разработка бортовой телеметрической аппаратуры — Исследовательский центр авионики ВМС США в Индианаполисе, Индиана. Подрядчики первой очереди (частный сектор) - Разработка и испытания Система наведения ракет, система управления ракетным вооружением, корпус ракеты, изготовление боевых частей, контрольно-проверочное оборудование — General Dynamics Corp., Pomona Division, Помона, Калифорния; - Системный инжиниринг, разработка технической документации — Vitro Laboratory, Силвер-Спринг, Мэриленд; - Разгонный и маршевый ракетный двигатели — Cameron Iron Works, Хьюстон, Техас; Atlantic Research Corp., Александрия, Виргиния; - Радиолокационная станция наведения ракет — Sperry Rand Corp., Sperry-Gyroscope Division, Грейт-Нек, Лонг-Айленд, Нью-Йорк; - Бортовой аналоговый вычислитель ракеты — Sperry Rand, Ford Instrument Division, Лонг-Айленд-Сити, Нью-Йорк; - Приборы управления огнём — Western Electric Co., Нью-Йорк; - Вращающийся модуль Mk 13, силовые приводы пусковой установки — Northern Ordnance, Inc., Миннеаполис, Миннесота; - Набор металлических деталей для боевой части — G. W. Galloway, Co., Болдуин-Парк, Калифорния; - Бортовая телеметрическая аппаратура — Aircraft Armaments Inc., Кокисвилл, Мэриленд. |

## Модификации
В семействе «Стандарта» с самого начала присутствовали две основные линии: ракеты RIM-66 SM-1MR (среднего радиуса действия), предназначенные для замены RIM-24 «Terrier» и ракеты RIM-67 SM-1ER (большого радиуса действия), предназначенные для замены RIM-2 «Terrier». Оба типа ракет были адаптированы к различным системам управления и различным пусковым установкам.
После начала разработки системы AEGIS выяснилось, что обычные ракеты SM-1MR не совместимы с её автоматизированным управлением огнём. В то же время, множество кораблей ВМФ США продолжало использовать систему управления огнём «Тартар». В результате, новые создаваемые ракеты в 1980-х обычно выпускались в двух модификациях — одна под СУО AEGIS, другая под СУО «Тартар»
Обозначение SM-1 и SM-2 используется как для RIM-66 так и для RIM-67. Ракеты семейства SM-1 (ракеты первых производственных серий) требуют подсветки цели радаром на всем протяжении полета, от запуска до поражения цели.
Ракеты SM-2 имеют инерциальный/корректируемый автопилот, и нуждаются в подсветке цели лишь на последней стадии полета.

### Модификации RIM-66 «Standard»
Все семейство RIM-66 SM-1MR создавалось для замены ЗРК RIM-24 «Tartar» с использованием его системы управления огнём и пусковых комплексов. Впоследствии, после появления системы AEGIS и установок вертикального пуска был разработан ряд модификаций, адаптированных под новые комплексы.

#### SM-1MR
- RIM-66A — базовая версия ракеты среднего радиуса действия. Появилась в 1967 году. Заимствовала много элементов от последних модификаций RIM-24, в том числе двигатель и 62-килограммовую стержневую боевую часть. Производилась в нескольких последовательно улучшавшихся модификациях (Block I, Block II, Block III и Block VI), отличавшихся в основном чувствительностью ГСН, устойчивостью к радиопомехам.
- RIM-66B — изначально обозначалась как RIM-66A Block V, но по мере работ над этой модификацией объём изменений возрос настолько, что в итоге её обозначили как полностью новую версию ракеты. На ракете была смонтирована новая улучшенная ГСН и более мощный двухрежимный[англ.] двигатель Aerojet Mk 56. Стержневая боевая часть была заменена осколочно-фугасной. Радиус действия возрос до 46 км.
- RIM-66E — последняя версия, обозначавшаяся как SM-1. Была разработана уже после версий С и D, обозначавшихся как SM-2, и заимствовала от них ряд элементов — в том числе моноимпульсную ГСН и новую боеголовку. Предназначалась в основном для экспортных поставок в страны, не способные позволить себе покупку более дорогих SM-2.

### Модификации RIM-67 «Standard» SM-1ER
Семейство RIM-67 SM-1ER (Extended Range) представляло собой серию дальнобойных ракет для замены ЗРК RIM-2 «Terrier» и RIM-8 «Talos». Использовали пусковые комплексы и СУО ЗРК «Терьер». Предполагалась модификация под систему AEGIS, но она так никогда и не была создана, вместо неё была разработана, фактически, полностью новая серия ракет RIM-156.

#### SM-1ER
- RIM-67A — первая ракета дальнего радиуса действия в семействе «Стандарт». Была практически идентична RIM-66A, за исключением двигательной установки: имела маршевый двигатель Atlantic Research Corp. MK 30 и стартовый ускоритель Hercules MK 12. Имела радиус действия до 65 км.

### Модификации для поражения наземных целей
Все модификации SM-1 могут использоваться для стрельбы по надводным целям в пределах радиогоризонта корабля. В то же время, ряд модификаций SM-1 был специально разработан для применения по наземным/надводным объектам за горизонтом.
- RGM-66D SSM-ARM (Surface-to-Surface Missile/Anti-Radiation Missile) — стандартная ракета RIM-66B была оснащена вместо полуактивного, пассивным блоком самонаведения, аналогичным применяемому на противорадиолокационной ракете AGM-78 Standard ARM. Эта модификация могла применяться по наземным радиолокационным станциям противника или по военным кораблям с включенными радиолокационными установками. Ракета могла «запоминать» точку расположения цели и поражать её даже если радар отключался. Радиус действия по баллистической траектории составлял около 60 км.
- RGM-66E — версия ракеты RGM-66D, разработанная для запуска из пусковых противолодочного комплекса RUR-5 ASROC. Ракета размещалась в ячейке пусковой вместо противолодочной ракеты-торпеды.
- RGM-66F — разрабатывавшаяся версия ракеты, оснащенная активной головкой самонаведения. Предназначалась для загоризонтного применения против военных кораблей противника. Первая (и единственная) специализированная сверхзвуковая ПКР ВМФ США прошедшая испытания в 1973 году. Не была принята на вооружение из-за появления ПКР AGM-84 Harpoon, обладавшей значительно большей дальностью и способной летать на сверхмалых высотах, оставаясь незамеченной радарами противника до атаки[3].

## Тактико-технические характеристики отдельных модификаций
| Ракета                            | Ракета                            | SM-1MR                             | SM-1MR                             | SM-1MR                             | SM-1MR                             | SM-1MR                          | SM-1MR                 | SM-1MR                    | SM-1MR                 | SM-1MR                    | SM-1MR                    | SM-1MR                    | SM-1ER                                  |
| Вариант                           | Вариант                           | block I                            | block II                           | block III                          | block IV                           | block V                         | block VI               | block VI                  | block VI               | block VI                  | block VI A                | block VI B                |                                         |
| Обозначение                       | Обозначение                       | RIM-66A                            | RIM-66A                            | RIM-66A                            | RIM-66A                            | RIM-66B                         | RIM-66E-1              | RIM-66E-3                 | RIM-66E-7              | RIM-66E-8                 | RIM-66E-5                 | RIM-66E-6                 | RIM-67A                                 |
| --------------------------------- | --------------------------------- | ---------------------------------- | ---------------------------------- | ---------------------------------- | ---------------------------------- | ------------------------------- | ---------------------- | ------------------------- | ---------------------- | ------------------------- | ------------------------- | ------------------------- | --------------------------------------- |
| Начало эксплуатации               | Начало эксплуатации               | 1967                               |                                    |                                    | 1968                               | 1969                            | 1983                   |                           |                        |                           |                           |                           | 1968                                    |
| Зона поражения                    | по дальности, км                  | 2,8-32                             | 2,8-32                             | 2,8-32                             | 2,8-32                             | 3-46                            |                        |                           |                        |                           |                           |                           | 6,5-65 (до 74)                          |
| Зона поражения                    | по высоте, м                      | 50-19800                           | 50-19800                           | 50-19800                           | 50-19800                           | 15-24400                        |                        |                           |                        |                           |                           |                           | 15-24400                                |
| Длина ракеты, м                   | Длина ракеты, м                   | 4,47                               | 4,47                               | 4,47                               | 4,47                               | 4,72                            |                        |                           |                        |                           |                           |                           | 7,98                                    |
| Диаметр ракеты/ускорителя, м      | Диаметр ракеты/ускорителя, м      | 0,34                               | 0,34                               | 0,34                               | 0,34                               | 0,34                            | 0,34                   | 0,34                      | 0,34                   | 0,34                      | 0,34                      | 0,34                      | 0,34/0,45                               |
| Размах крыла, м                   | Размах крыла, м                   | 0,61                               | 0,61                               | 0,61                               | 0,61                               | 0,61                            |                        |                           |                        |                           |                           |                           | 0,61                                    |
| Размах рулей ракеты/ускорителя, м | Размах рулей ракеты/ускорителя, м | 1,07                               | 1,07                               | 1,07                               | 1,07                               | 1,07                            |                        |                           |                        |                           |                           |                           | 1,07/1,57                               |
| Стартовая масса, кг               | Стартовая масса, кг               | 562                                | 562                                | 562                                | 562                                | 630                             |                        |                           | 624 (499)              | 624 (499)                 |                           | 625,5                     | 1340                                    |
| Скорость полёта                   | Скорость полёта                   | >2 М (3,5)                         | >2 М (3,5)                         | >2 М (3,5)                         | >2 М (3,5)                         | >2 М (3,5)                      | >2 М (3,5)             | >2 М (3,5)                | >2 М (3,5)             | >2 М (3,5)                | >2 М (3,5)                | >2 М (3,5)                | 2,5 М                                   |
| Боевая часть                      | Тип                               | Mk 51 стержневая (400 шт.)         | Mk 51 стержневая (400 шт.)         | Mk 51 стержневая (400 шт.)         | Mk 51 стержневая (400 шт.)         | Mk 90 осколочно-фугасная        | Mk 51 стержневая       | Mk 115 осколочно-фугасная |                        | Mk 115 осколочно-фугасная | Mk 115 осколочно-фугасная | Mk 115 осколочно-фугасная | Mk 51 стержневая                        |
| Боевая часть                      | Масса БЧ/ВВ                       | 62/30                              | 62/30                              | 62/30                              | 62/30                              |                                 | 62/30                  |                           | /29                    | /33,6                     |                           |                           | 62                                      |
| Боевая часть                      | ПИМ                               | Mk 17                              | Mk 17                              | Mk 17                              | Mk 17                              |                                 | Mk 17                  | Mk 76                     |                        | Mk 76                     | Mk 76                     | Mk 76                     | Mk 17                                   |
| Боевая часть                      | Взрыватель                        |                                    |                                    |                                    |                                    | Mk 45 Mod 0/3                   | Motorola Mk 45 mod4    | Motorola Mk 45 mod4       | Motorola Mk 45 mod4    | Motorola Mk 45 mod4       | Mk 45 mod6                | Mk 45 mod7                |                                         |
| Головка самонаведения             | Головка самонаведения             | ПРЛ ГСН с коническим сканированием | ПРЛ ГСН с коническим сканированием | ПРЛ ГСН с коническим сканированием | ПРЛ ГСН с коническим сканированием | ПРЛ ГСН с плоским сканированием | моноимпульсная ПРЛ ГСН | моноимпульсная ПРЛ ГСН    | моноимпульсная ПРЛ ГСН | моноимпульсная ПРЛ ГСН    | моноимпульсная ПРЛ ГСН    | моноимпульсная ПРЛ ГСН    |                                         |
| Автопилот                         | Автопилот                         | Mk1 с аналоговой ЭВМ               | Mk1 с аналоговой ЭВМ               | Mk1 с аналоговой ЭВМ               | Mk1 с аналоговой ЭВМ               |                                 | с цифровой ЭВМ         | с цифровой ЭВМ            | с цифровой ЭВМ         | с цифровой ЭВМ            | с цифровой ЭВМ            | с цифровой ЭВМ            |                                         |
| Маршевый РДТТ                     | Тип                               | двухрежимный                       | двухрежимный                       | двухрежимный                       | двухрежимный                       | двухрежимный                    | двухрежимный           | двухрежимный              | двухрежимный           | двухрежимный              | двухрежимный              | двухрежимный              | однорежимный                            |
| Маршевый РДТТ                     | Модель                            | Aerojet Mk27 (от RIM-24)           | Aerojet Mk27 (от RIM-24)           | Aerojet Mk27 (от RIM-24)           | Aerojet Mk27 (от RIM-24)           | Aerojet Mk56 mod 1              | Aerojet Mk56           | Aerojet Mk56              | Aerojet Mk56           | Aerojet Mk56              | Aerojet Mk56              | Aerojet Mk56              | Atlantic Research Mk30 mod 1 (от RIM-2) |
| Маршевый РДТТ                     | Диаметр×Длина, м                  |                                    |                                    |                                    |                                    | 0,34×2,75                       | 0,34×2,75              | 0,34×2,75                 | 0,34×2,75              | 0,34×2,75                 | 0,34×2,75                 | 0,34×2,75                 |                                         |
| Маршевый РДТТ                     | Полная/сухая масса (топливо), кг  |                                    |                                    |                                    |                                    | 411/ (309)                      | 411/ (309)             | 411/ (309)                | 411/ (309)             | 411/ (309)                | 411/ (309)                | 411/ (309)                |                                         |
| Маршевый РДТТ                     | Тяга, кН                          | 3,64                               | 3,64                               | 3,64                               | 3,64                               |                                 |                        |                           |                        |                           |                           |                           |                                         |
| Маршевый РДТТ                     | Удельный импульс, сек.            |                                    |                                    |                                    |                                    | 240—250                         | 240—250                | 240—250                   | 240—250                | 240—250                   | 240—250                   | 240—250                   |                                         |
| Маршевый РДТТ                     | Время работы, сек.                |                                    |                                    |                                    |                                    |                                 |                        |                           |                        |                           |                           |                           |                                         |
| Маршевый РДТТ                     | Состав топлива                    |                                    |                                    |                                    |                                    | HTPB + Al + NH4ClO4             | HTPB + Al + NH4ClO4    | HTPB + Al + NH4ClO4       | HTPB + Al + NH4ClO4    | HTPB + Al + NH4ClO4       | HTPB + Al + NH4ClO4       | HTPB + Al + NH4ClO4       |                                         |
| Стартовый РДТТ                    | Стартовый РДТТ                    | нет                                | нет                                | нет                                | нет                                | нет                             | нет                    | нет                       | нет                    | нет                       | нет                       | нет                       | Hercules Mk12 (от RIM-2)                |
| Стоимость ракеты                  | Стоимость ракеты                  |                                    |                                    |                                    |                                    | $495000                         | $601500                | $601500                   | $601500                | $601500                   | $601500                   | $601500                   |                                         |
| Изготовлено ракет                 | Изготовлено ракет                 |                                    |                                    | 1194                               | 1665                               | 2141                            |                        |                           |                        |                           |                           |                           |                                         |

## Эксплуатанты и носители
- Бахрейн:
  - Фрегаты типа «Оливер Хазард Перри» — 1 корабль постройки 1981 года, списанный в США и купленный в 1996 году (получен в 1997 году)
- Египет:
  - Фрегаты типа «Оливер Хазард Перри» — 4 корабля с SM-1MR (RIM-66E) списанных в США получены в 1996—1999 годах (1981—1982 годов постройки)
- Испания:
  - Фрегаты типа «Санта Мария» (модификация «Оливер Хазард Перри») — 6 кораблей в строю с 1986—1994 годов с SM-1MR (RIM-66B)
  - Фрегаты типа «Балеарес» (F70) (на базе американского «Нокс») — 5 кораблей с SM-1MR (RIM-66B), в строю с 1974—1976 по 2004—2009 годы
- Италия:
  - Эскадренные миноносцы типа «Луиджи Дуранд де ла Пенне» — 2 корабля в строю с 1993 года с SM-1MR (RIM-66E)
  - Крейсера-вертолётоносцы типа «Андреа Дориа» — 2 корабля в строю с 1964 по 1991 годы, SM-1ER получил как минимум 1 корабль после модернизации конца 1970-х годов
  - Крейсер-вертолётоносец «Витторио Венето» — корабль находился в строю с 1969 по 2003 год, SM-1ER получил в ходе модернизации 1981—1984 годов
  - Эскадренные миноносцы типа «Аудаче» — 2 корабля в строю с 1972 по 2006 год, в процессе службы модернизированы под SM-1MR (RIM-66E)
  - Эскадренные миноносцы типа «Импавидо» — 2 корабля в строю с 1963—1964 годов с ЗРК «Тартар», прошли модернизацию под SM-1MR в период 1974—1977 годов, выведены из состава флота в 1991—1992 годах
- Пакистан:
  - Фрегаты типа «Оливер Хазард Перри» — 1 корабль с SM-1MR (RIM-66E) списанный в США (1979 года постройки) получен в 2010 году
- Польша:
  - Фрегаты типа «Оливер Хазард Перри» — 2 корабля списанных в США получены 2000—2002 годах с SM-1MR (RIM-66E), планируется их нахождение в составе ВМС Польши до 2025 года
- Китайская Республика:
  - Фрегаты типа «Чэнгун»[англ.] (модификация «Оливер Хазард Перри») — 8 кораблей тайваньской постройки 1993—2004 годов находятся в строю с SM-1MR (RIM-66E-5)
- Турция:
  - Фрегаты типа G[англ.] («Газиантеп») — 8+2 фрегатов типа «Оливер Хазард Перри» с SM-1MR (RIM-66E) получены в 1998—2008 годах от США (постройки 1980—1983 годов), прошли модернизацию по проекту GENESIS в 2007—2011 годах
- Франция:
  - Эскадренные миноносцы типа «Кассар» — 2 корабля в строю с 1988—1991 годов
  - Эскадренные миноносцы типа T 47[англ.] — 4 из 12 кораблей построенных в 1955—1957 годах, были оснащены в начале 1960-х ЗРК «Тартар», в 1970-х годах эти корабли были модернизированы под SM-1MR; в 1982—1983 годах два корабля были списаны, а оборудование ЗРК с них использовано для оснащения эсминцев типа «Кассар», в 1987—1988 годах оставшиеся два эсминца также выведены из состава флота, их ПУ Mk 13 должны были быть установлены на ещё два запланированных эсминца типа «Кассар», однако в конце 1980-х программа строительства новых эсминцев была прекращена
- Чили:
  - Фрегаты типа «Якоб ван Хемскерк» — 2 корабля были куплены у Нидерландов в 2004—2005 годах. В строю на 2009 год.
- Япония:
  - Эскадренные миноносцы типа «Хатакадзэ» — 2 корабля вступили в строй в 1986—1988 годах с ЗРК «Tartar-D» и ЗУР SM-1ER (SM-1MR по другим данным)
  - Эскадренные миноносцы типа «Татикадзэ» — 3 корабля вступили в строй в 1976—1983 годах с ЗРК «Tartar-D» и ЗУР «Стандарт-1MR», списаны в 2007—2010 годах
  - Эскадренный миноносец «Амацукадзэ» — первый японский корабль оснащённый ЗРК («Тартар»), в строю с 1965 года, к 1978 году прошёл модернизацию под SM-1MR, списан в 1995 году

### Сняты с вооружения
- США:
  - Фрегаты типа «Оливер Хазард Перри»
  - Эскадренные миноносцы типа «Декейтер» — 4 эсминца постройки 1956—1959 годов, в 1965—1968 годах прошли модернизацию получив ЗРК «Тартар» (в одноканальном варианте) и ЗУР SM-1MR, списаны в 1982—1983 годах
  - Эскадренные миноносцы типа «Кунц» — 10 кораблей в строю с 1959—1961 годов с ЗРК «Терьер», SM-1ER получили в ходе модернизации 1970—1977 годов, в конце 1970-х — начале 1980-х годов в рамках реализации программы NTU получили SM-2ER, списаны в 1989—1992 годах
  - Эскадренные миноносцы типа «Чарльз Ф. Адамс» — 23 корабля в строю с 1960—1964 года с ЗРК «Тартар» (14 кораблей с ПУ Mk 11, остальные с Mk 13), позднее модернизированы под SM-1MR, списаны в 1989—1993 годах
    -  Греция — 4 эсминца типа «Чарльз Ф. Адамс» списаных в США, модернизированы под SM-1MR (RIM-66E-5[12]) и переданы Греции в 1990—1994 годах, где прослужили до 2002—2004 годов

  - Атомный ракетный крейсер «Лонг Бич» — в строю с 1961 по 1994 год
  - Ракетные крейсера типа «Леги» — 9 кораблей 1962—1964 годов постройки, SM-1ER получили в ходе модернизации 1966—1968 годов, с 1985 заменена ЗУР SM-2, списаны в 1993—1995 годах
  - Атомный ракетный крейсер «Бейнбридж» — 1962 года постройки, SM-1ER получил в ходе модернизации 1974—1976 годов, в период 1983—1985 заменена ЗУР SM-2, списан в 1996 году
  - Крейсера типа «Белкнап» — 9 кораблей 1964—1967 годов постройки, SM-1ER получили в ходе модернизации начала 1980-х годов, в конце 1980-х — начале 1990-х, в ходе модернизации по программе NTU получили возможность применять ЗУР SM-2ER, списаны в 1993—1995 годах
  - Атомный ракетный крейсер «Тракстан» (до 1975 — атомный фрегат) — в строю с 1967 по 1995 год (SM-1ER)
  - Фрегаты типа «Брук» — 6 кораблей в строю с 1966—1967 годов с ЗРК «Тартар», в 1972—1973 годах модернизированы под SM-1MR, списаны в 1988—1989 годах, с 1989 по 1993 годы 2 фрегата входили в ВМС Пакистана
  - Ракетные крейсера типа «Калифорния» — 2 крейсера 1974—1975 годов постройки, списаны в 1999 году
  - Ракетные крейсера типа «Вирджиния» — 4 крейсера 1976—1980 годов постройки, с 1984 года по программе «Новая угроза» (NTU) модернизировались для замены SM-1 на SM-2, корабли списаны в 1994—1998 годах
  - Эскадренные миноносцы типа «Кидд» — 4 корабля в строю с 1981—1982 годов, с возможностью применения, как SM-1MR, так и SM-2MR (RIM-66D, по другим данным только SM-1MR), в 1988—1990 годах модернизированы под SM-2ER (RIM-156H), списаны в 1998 году и в середине 2000-х проданы и переданы Тайваню
- Австралия:
  - Фрегаты типа «Аделаида» (модификация «Оливер Хазард Перри») — 2 из 4 кораблей американской постройки 1981—1984 годов и ещё 2 корабля австралийской постройки 1992—1993 годов, с 2004 года проходили модернизацию под SM-2 (до неё использовались RIM-66E), пуск SM-2 с первого модернизированного фрегата состоялся в январе 2010 года[13], по состоянию на 2011 год все 4 оставшихся фрегата оснащены SM-2MR[14]
  - Эскадренные миноносцы типа «Перт»[англ.] (модификация «Чарльз Ф. Адамс») — 3 корабля американской постройки 1965—1967 годов, модернизированы под SM-1MR (RIM-66A/B) в 1974—1979 годах, в 1985—1990 годах модернизированы под SM-1MR block VIA (RIM-66E-5), списаны в 1999—2001, затоплены
- Германия:
  - Эскадренные миноносцы типа «Лютьенс» (тип 103, модификация «Чарльз Ф. Адамс») — 3 корабля американской постройки 1969—1970 годов с ЗРК «Терьер», в 1976—1980 годах модернизированы по проекту 103A под SM-1MR (RIM-66A/B, по другим данным — под SM-2MR block I (RIM-66D)), в 1982—1986 годах прошли модернизацию по проекту 103B под SM-1MR (RIM-66E), списаны в 1998—2003 годах
- Нидерланды:
  - Фрегаты типа «Тромп» — 2 корабля находились в строю с SM-1MR (RIM-66E/E-5) в период с 1975—1976 по 1999—2001 годы
  - Фрегаты типа «Якоб ван Хемскерк» — 2 корабля с SM-1MR (RIM-66E/E-5) находились в строю ВМС Нидерландов с 1986 года по 2004—2005 год, когда были проданы Чили

## Перспективы
В 2012 году на встрече Международной группы пользователей ракет «Стандарт» ISMUG (англ. International STANDARD Missile Users Group) представители ВМФ США объявили о завершении поддержки ЗУР «Стандарт-1» в 2020 году и призвали владельцев этих ракет начать планировать замену SM-1 на тех кораблях, которые будут оставлены в составе флотов после указанной даты.
В качестве возможной замены предлагается рассматривать ЗУР SM-2 в варианте Block IIIA. По данным компании «Raytheon» для того, чтобы обеспечить безопасное применение ракет SM-2 с ПУ Mk 13, потребуется внесение двух изменений в конструкцию ЗРК и оба эти изменения носят незначительный характер. Так, не требуется доработок ни пусковой установки ни носителя, радиолокационные станции наведения ракет (типов SPG-51, STIR 180, STIR 240) также обычно не подлежат модернизации или замене. Изменения касаются устройства непрерывного излучения для подсветки цели, в части введения в состав дополнительных аппаратных средств и программного обеспечения, необходимых для инициализации, осуществления пуска и управления ЗУР типа SM-2. Кроме того, некоторой доработке должна будет подвергнута система боевого управления, чтобы учесть значительно возросшую у SM-2 по сравнению с SM-1 зону поражения целей.